# Бруннен (Швіц)

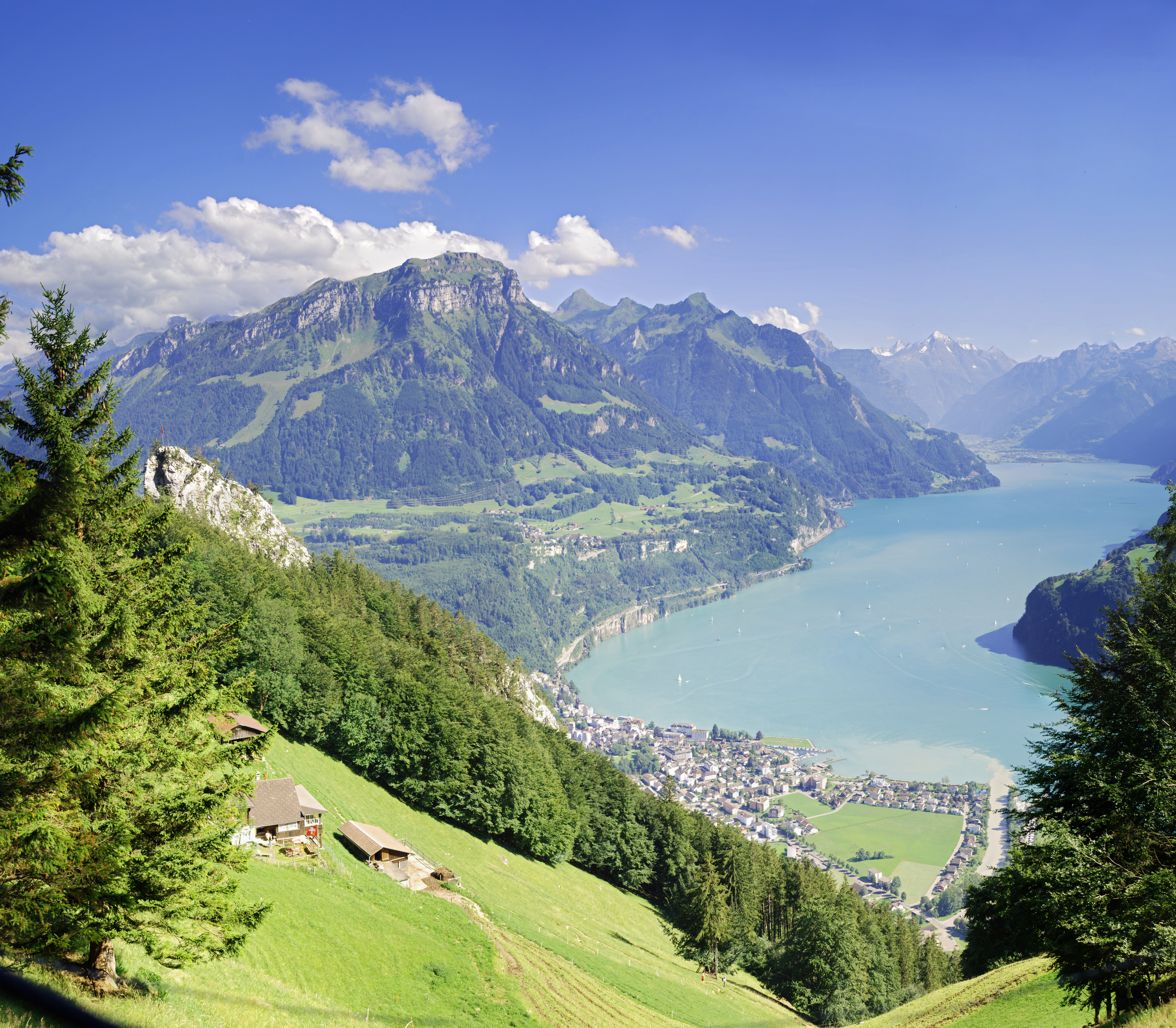
Брунен та озеро Люцерн у 2010 році (панорама)

Бруннен (нім. Brunnen) — населений пункт у Швейцарії, в кантоні Швіц.
Входить до складу округу Швіц. Знаходиться у складі комуни Інгенболь. Населення – 8200 осіб.
Бруннен розташований на березі Фірвальдштеттського озера і ще в XIX столітті, завдяки своєму клімату та чудовому місцезнаходженню, приваблював багато туристів.

## Галерея

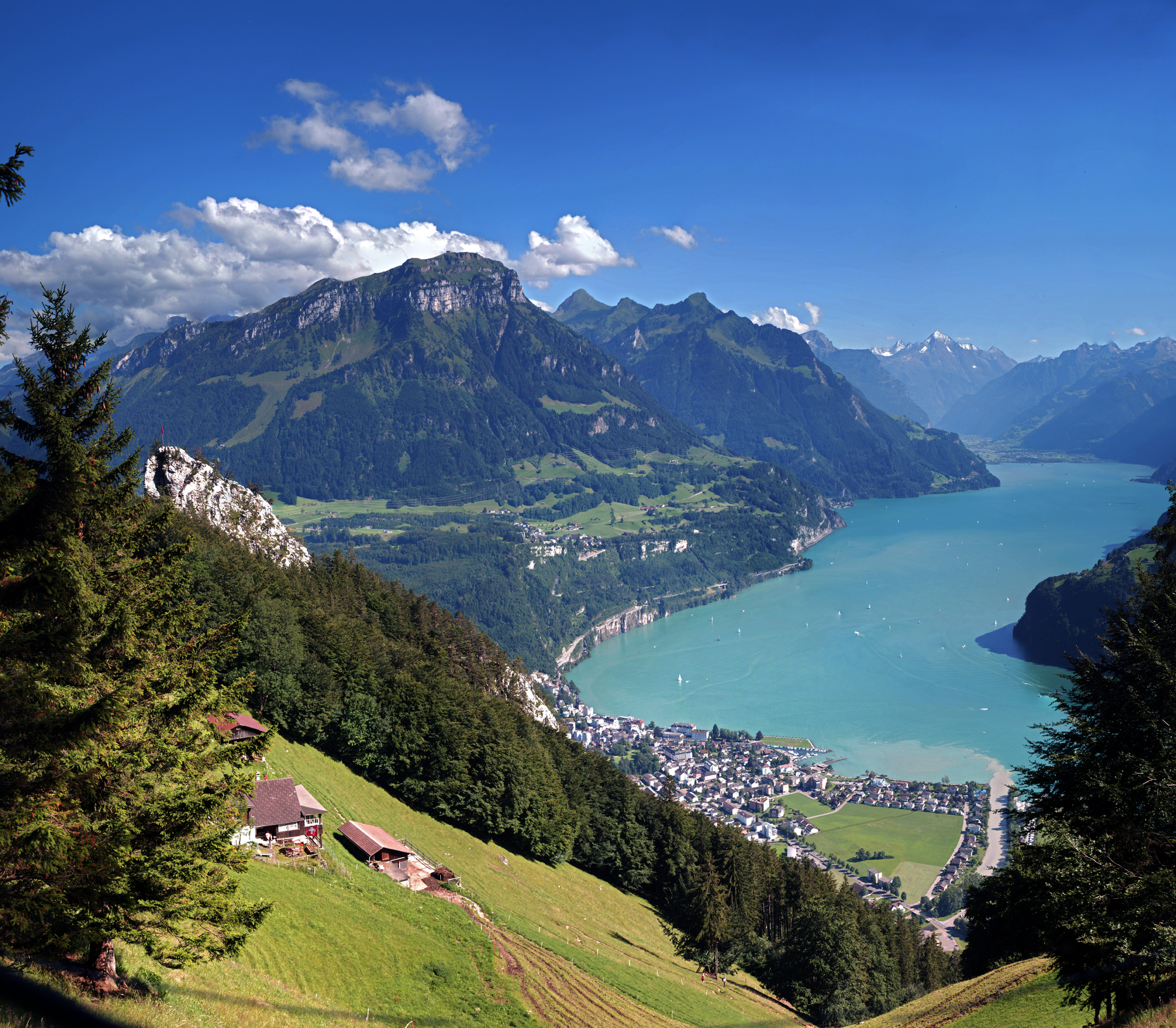
Вид на Бруннен і Фірвальдштетське озеро 2010 (Панорама)
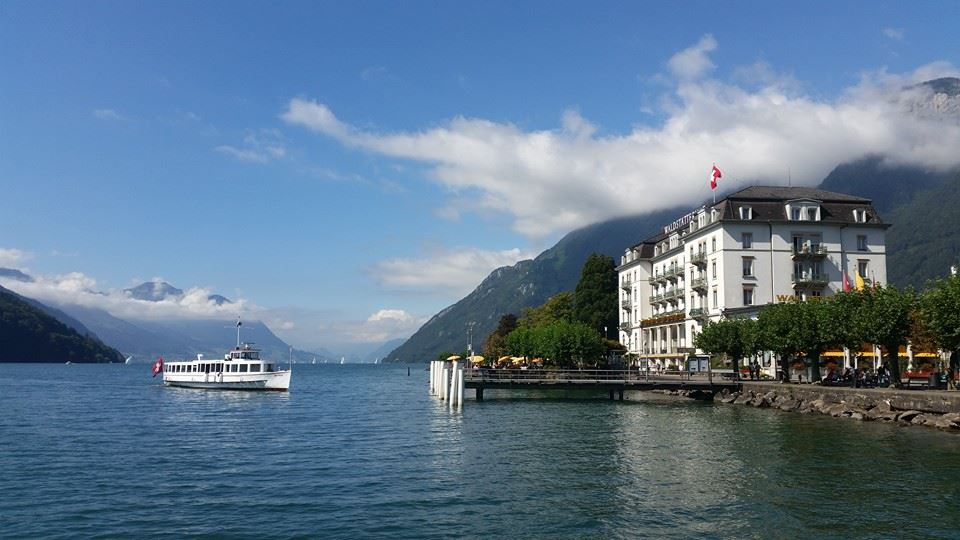
Фонтан, готель Waldstätterhof
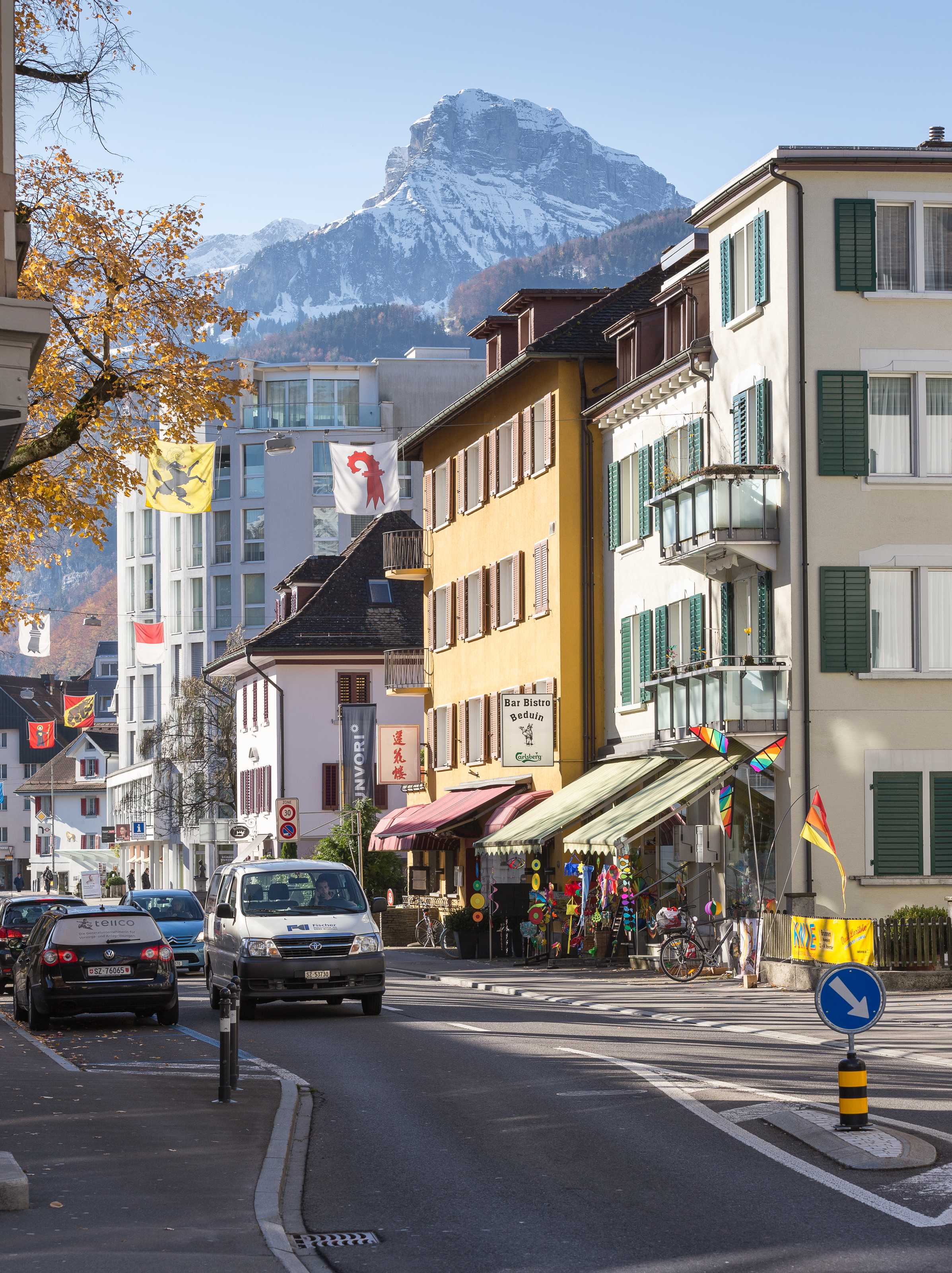
Вулиця Bahnhofstrasse
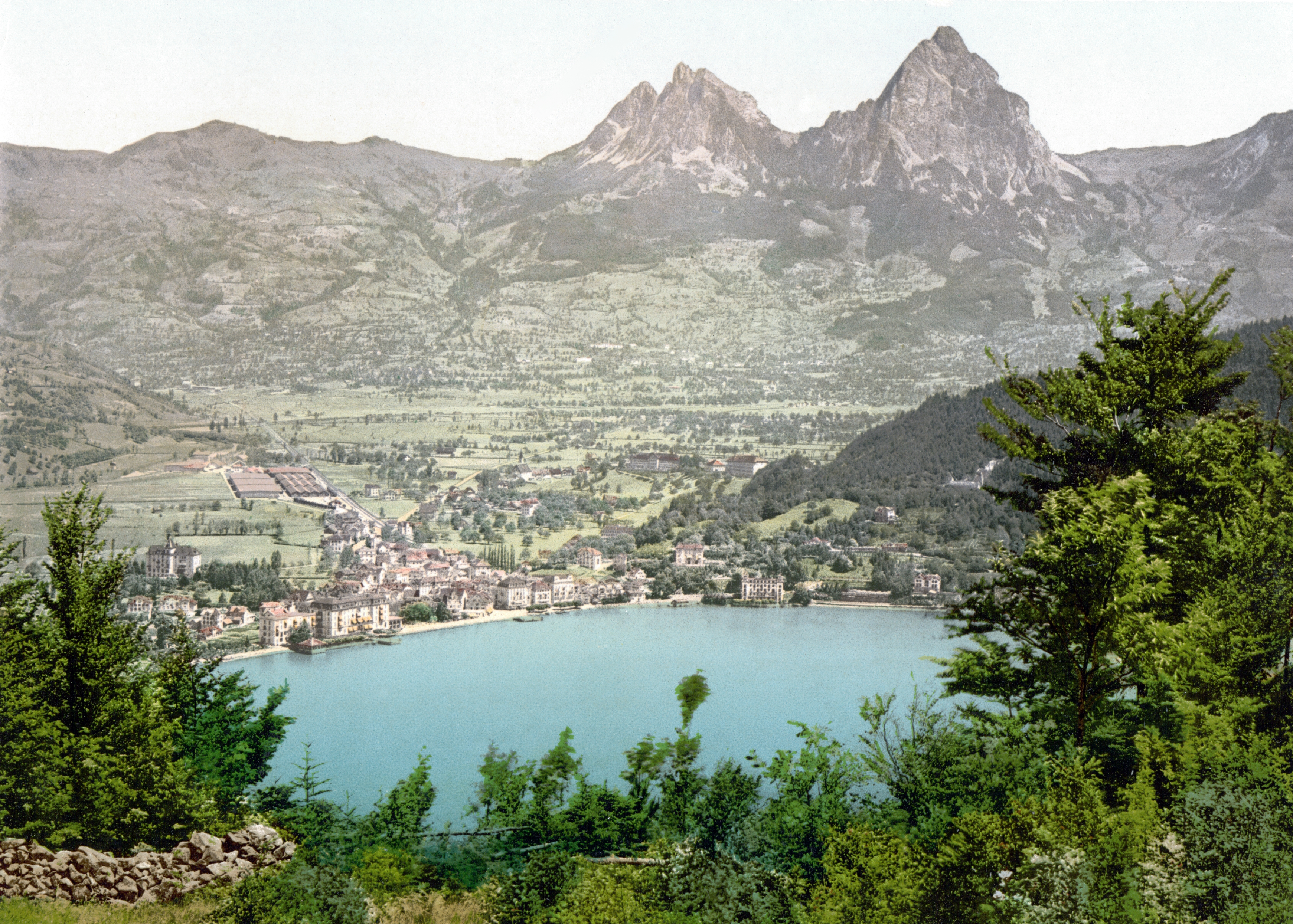
Бруннен у 1900
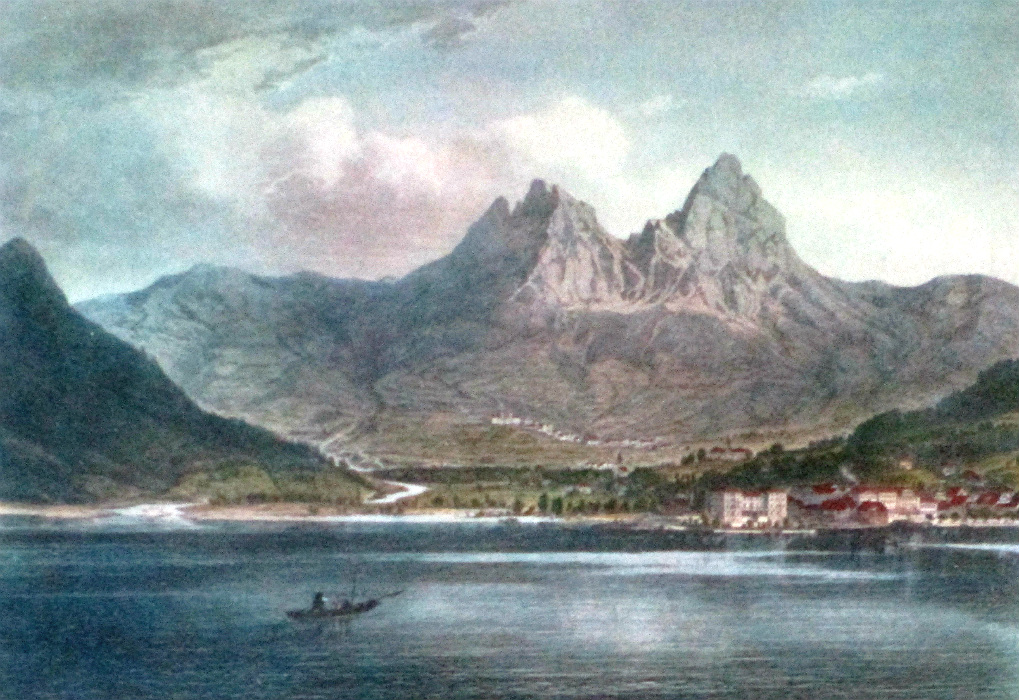
Залізничний вокзал і товарний сарай, монастир Інгенболь і міфи (до 1892 р.)
Залізнична станція та товарний склад, монастир Інгенболь та міфи (до 1892 р.)
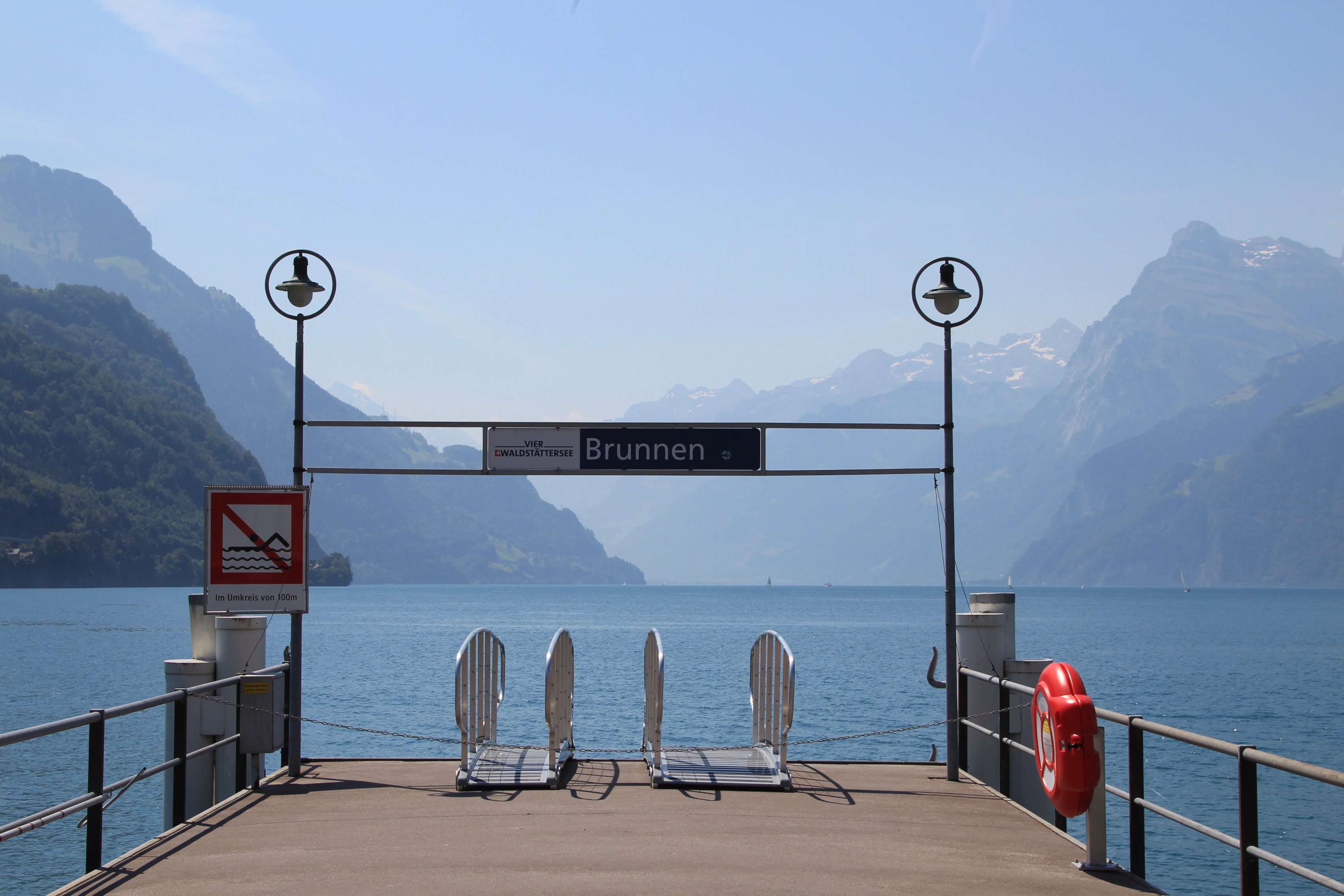
Причал корабля
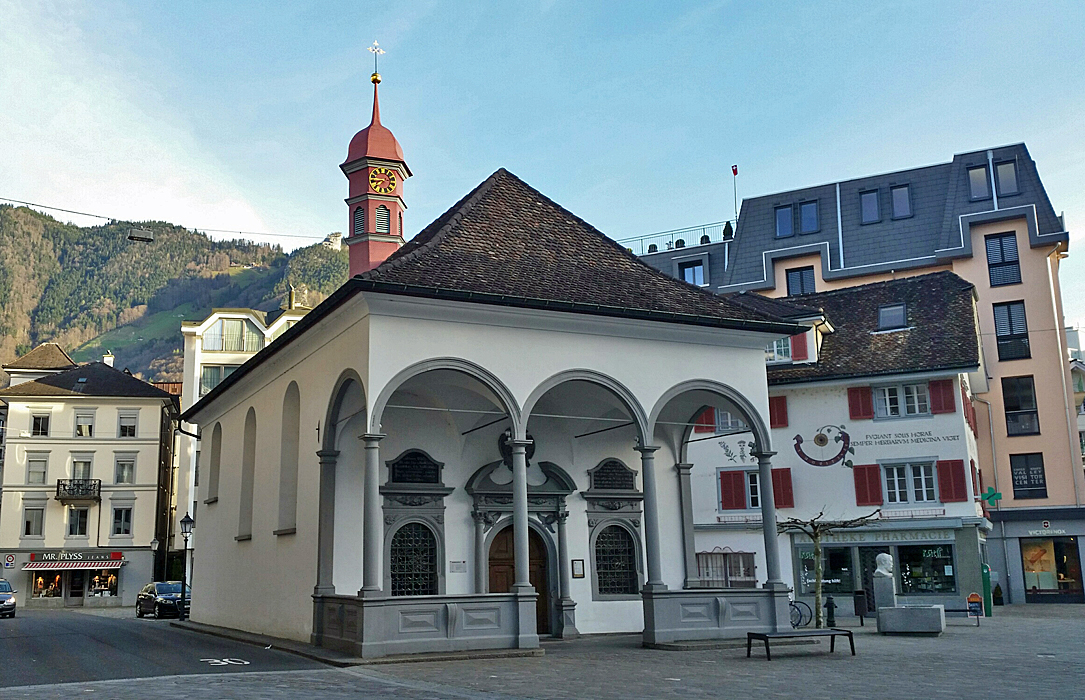
Федеральна каплиця